# Bembras
Bembras is een geslacht van straalvinnige vissen uit de familie van diepwaterplatkopvissen (Bembridae).

## Soorten
- Bembras adenensis Imamura & Knapp, 1997
- Bembras japonica Cuvier, 1829
- Bembras longipinnis Imamura & Knapp, 1998
- Bembras macrolepis Imamura, 1998
- Bembras megacephala Imamura & Knapp, 1998